# Argyrolobium saharae
Argyrolobium saharae là một loài thực vật có hoa trong họ Đậu. Loài này được Pomel miêu tả khoa học đầu tiên.